# الجلدية (غزة)

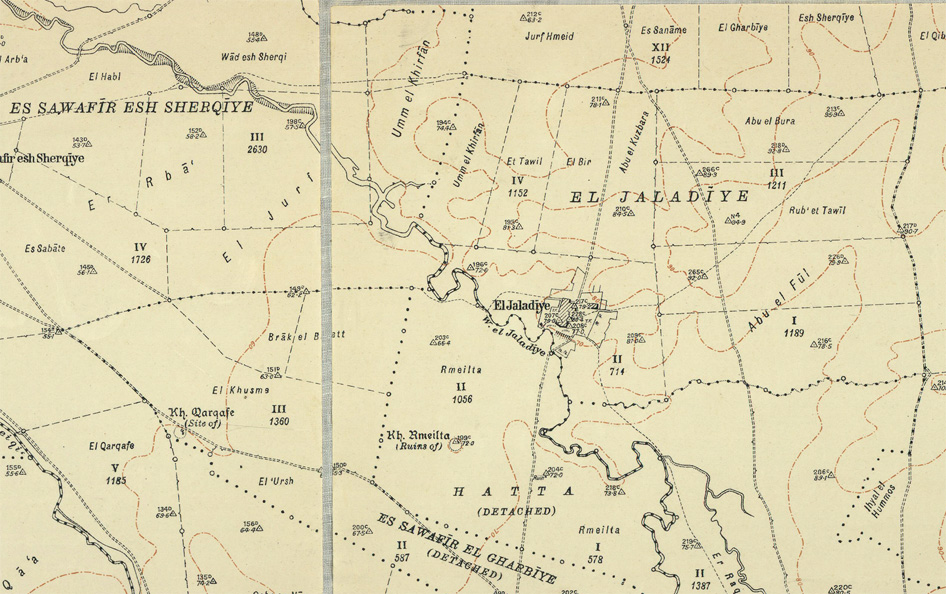
الجلدية 1930

الجلدية هي قرية فلسطينية مهجرة، تقع في الشمال الشرقي من مدينة غزة، على مسافة 45 كم منها. بُنيت في موقع يزيد ارتفاعه على 80م فوق سطح البحر، ويحيط بها من الجانب الجنوبي الغربي وادي الجلدية، أحد روافد وادي قريقع الذي ينتهي في وادي صقرير. كما تجدر الإشارة إلى أنّه كانت تقوم في بقعتها قلعة “جلاديا” الصليبية. بلغت مساحة أراضي القرية 4,329 دونمًا، واعتمدت على الزراعة البعلية، إذ يبلغ معدل الأمطار 415 مم. بالإضافة لذلك، ضمّت القرية مدرسة ابتدائية للذكور.
في عام 1945 بلغ تعداد سكانها نحو 360 نسمة، أجبروا على الهجرة من القرية عام 1948. حيث قام اليهود بتدميرها، ومن ثمّ أقاموا على أراضيها بمستعمرة “زراحيا”.

## احتلال القرية وتطهيرها عرقيًّا
شنّ الجيش الإسرائيلي هجومًا على الجبهة الجنوبية بهدف توسيع رقعة سيطرته جنوبًا في اتجاه النقب، وذلك ما بين هدنتي الحرب (8- 18 تموز\ يوليو 1948، وهي فترة تعرف أيضًا بـ (الأيام العشرة). حيث احتلت في أثناء ذلك أكثر من ست عشر قرية في المنطقة الممتدة بين الشاطئ وسفوح جبال الخليل، وطرد ما لا يقل عن 20,000 مواطن من منازلهم، استنادًا إلى ما أوردته أرقام المؤرّخ الإسرائيلي بني موريس. حيث من المرجح أن تكون الجلدية احتلت في المرحلة الأولى من العملية أيّ في 9-10 تموز\ يوليو، على يدّ وحدات من لواء غفعاتي. أمّا سكانها ففروا إمّا شرقًا في اتجاه الخليل (كما فعل معظم اللاجئين من المنطقة التي سقطت خلال تلك العملية)، وإمّا جنوبًا نحو قطاع غزة.
على الرغم من أن مصادر لواء غفعاتي أوردت لاحقًا أن السكان فرّوا قبل أن تدخل الوحدات القرى، فإنّ أوامر عمليات اللواء المذكورة تضمّنت طرد المدنيين. كما جاء في مقال نشرته صحيفة «نيويورك تايمز» تخمين فحواه أن احتلال هذه القرية وغيرها من القرى التي تقع على طريق المجدل - اللطرون منع القوات المصرية من محاولة شنّ هجوم اختراقي في تجاه اللطرون.

## القرية اليوم
لم يبق في الموقع سوى بعض أشجار النخيل والخروب والتين. أمّا الأراضي المجاورة فيستغلها المزارعون الإسرائيليون.

## المستعمرات الإسرائيلية على أراضي القرية
لا يوجد مستعمرات إسرائيلية على أراضي القرية، حيث أنّ مستعمرة «شفير» التي أقيمت في سنة 1949 تقع إلى الجنوب الشرقي من الموقع، كما أنّ مستعمرة "زراحيا [الإنجليزية]" التي أقيمت في سنة 1950 تقع إلى الجنوب الغربي. المستعمرتان تقعان على أراضي قرية السوافير الشرقية. يقول موريس أنّه خُطط لإنشاء هاتين المستعمرتين على أراضي الجلدية بموجب خطة وضعها الصندوق القومي اليهودي في 20 آب\ أغسطس 1948.